# دراسات غذائية
الدراسات الغذائية هي دراسة نقدية للغذاء وعلاقته بالعلوم والفنون والتاريخ والمجتمع، وغيرها من المجالات. هي حقل مميز من بين الحقول التي لها صلة بعلوم التغذية والزراعة وفنون الطهي لأنها تميل للنظر إلى أبعد من استهلاك وإنتاج الغذاء فهي تحاول إلقاء الضوء على المواد الغذائية من حيث صلتها بعدد كبير من المجالات الأكاديمية. ومن ثم فإن هذا الحقل يجذب الفلاسفة والمؤرخين والعلماء والأدباء وعلماء الاجتماع ومؤرخي الفن والأنثروبولوجيين، وغيرهم.

## دراسة المجال
هو عبارة عن حقل حديث متعدد التخصصات، ومن هنا نجد تقاطع كبير بين الأكاديميين الممارسين لهذا التخصص، مثل الصحافي مايكل بولان، فضلا عن العلماء، مثل المؤرخ وارن بيلاسكو والأنثروبولوجي سيدني مينتز. هذه التقاطعات تفرز بعض الاختلافات التي تخلق نوعا من الإبداع، وهو ما يجعلها مثيرة للاهتمام. وقد لاحظ الصحفي بول ليفي، على سبيل المثال، أن "الدراسات الغذائية هي موضوع كبير جدا لا يزال في مهده كما أنه سيكون من الغباء العمل على محاولة تحديده أو تطويقه بأي شكل من الأشكال، وذلك لأن الموضوع أو الأسلوب الذي يستبعد اليوم قد يصبح شيء كبير في الغد.

## أسئلة البحث
الأسئلة التي لها علاقة بمجال الدراسات الغذائية تأتي على الشكل الآتي: ما هو تأثير الغذاء على البيئة؟ ما هي آداب الأكل؟ كيف يساهم الغذاء في تثبيت الأنظمة القمعية؟ كيف للأطعمة أن تصبح رمزا للهوية؟ في نفس الوقت قد يعمد المهتمون إلى طرح أسئلة على ما يبدو أنها أساسية للوجود البشري. من الذي يختار ما نأكله، ولماذا؟ كيف يتم تحضيرالأغدية تقليديا؟ وماهي نقط التقاطع بين طرق الطهي الأصيلة المتوارثة وبين الطرق العصرية المبتكرة؟ وهناك أيضا بعض الأسئلة مثل تحديد طرق الأكل وعلاقتها بالمكان. وقد أدى ذلك إلى تطوير مفهوم foodscape – الذي تم إدراجه في وقت مبكر سنة 1990 – بالإضافة إلى الممارسة المرتبطة برسم خرائط. foodscape إن مناقشة هذه الأسئلة زاد بشكل ملفت نتيجة للقلق العام حول القضايا التي نشأت نتيجة لظهور مجموعة واسعة من التكنولوجيات الغذائية الجديدة طوال القرن الماضي، بدءا من الأسمدة الكيماوية مرورا بالمنتجات المعدلة وراثيا. المتتبعون للدراسات الغذائية يطرحون هذه الأسئلة من خلال فهمهم الجيد للقضايا العلمية والاقتصادية والفلسفية المحيطة بهم.

## المؤسسات
أحد فروع هذا التجمع قام بتنظيم نفسه على شكل رابطة لدراسة الغذاء والمجتمع. هذه المجموعة تستضيف مؤتمرا سنويا (يتعلق بالزراعة والأغذية، والقيم الإنسانية للمجتمع. (تعمل من خلاله على نشر مجلة متعددة التخصصات حول قضايا، الغذاء، الثقافة، والمجتمع، كما تضع رهن إشارة المهتمين قائمة لمجموعة من عناوين البريد الإلكتروني لأكثر من ألف عضو لمناقشة الموضوعات ذات الصلة بالأغذية. هذه المجموعة عملت على طرح بعض الأبحاث والدراسات الغذائية في موقعها على الإنترنت (http://www.food-culture.org/food-studies-programs/).
عدد قليل من المدارس لديها برامج في هذا المجال، مثالا على ذلك قامت جوليا تشايلد جوليا تشايلد وجاك بيبينJacques Pepin بتأسيس برنامج ماجستير لجامعة بوسطن وبرنامج آخر بجامعة نيويورك في علوم التغذية، الدراسات الغذائية، والصحة العامة. إضافة إلى هذا بدأت جامعة سيراكيوزجامعة سيراكيوز في الآونة الأخيرة تقدم برنامج بكالوريوس في علوم الدراسات الغذائية، مع برامج تستند على الاقتصاد السياسي (http://falk.syr.edu/FoodStudies/). كما عمل قسم الأنثروبولوجيا في جامعة إنديانا مؤخرا بالتركيز على الدراسات الغذائية ضمن برنامجه، والذي يقود إلى درجة الدكتوراه في الأنثروبولوجيا، في حين أن المدرسة الجديدة قامت بتطوير برنامج بكالوريوس في الدراسات الغذائية. والذي يشرف عليه البروفيسور فابيو باراسيكولي Fabio Parasecoli وهو منسق دراسات الأغذية في المدرسة الجديدة في مدينة نيويورك.
كذلك بجامعة تشاتام Chatham University تتبع شعب الماجستير في فنون الدراسات الغذائية مقاربة شاملة للأنظمة الغذائية، ابتداء من الإنتاج الزراعي والغذائي مرورا بأساليب الطبخ والاستهلاك، حيث تقوم بتوفير الخبرة الفكرية والعملية لهذا التخصص عبر الموقع الإلكتروني.http: //www.chatham.edu/academics/programs/graduate/mafs الأستاذ الدكتور / أليس جيلير Alice Julier هو منسق الدراسات الغذائية في جامعة تشاتام. بالإضافة إلى المؤسسات السابقة الذكر هناك جامعة ولاية أوريغون في يوجين، بالولايات المتحدة الأمريكية، والتي أطلقت مؤخرا تخصصا للدراسات العليا في الدراسات الغذائية.
جامعة المحيط الهادئ University of the Pacific ، بسان فرانسيسكو لديها ماجستير وحيد متعدد التخصصات والمناهج الدراسية في فنون الدراسات الغذائية. ويشمل تاريخ الطعام، وإنتاج الغذاء، وندرة الأكل والعدالة، وإدارة الصناعات الغذائية والتجارية. حيت يقوم أعضاء هيئة التدريس بتنظيم ندوات دراسية إضافة إلى القيام بزيارات ميدانية إلى منطقة المطاعم والمزارع ومرافق التصنيع الغذائي. كين ألبالا Ken Albala مؤرخ الغذاء ومدير البرنامج قام بتأليف23 كتاب علمي وشعبي عن الغذاء. يقول، «هدفنا هو تحفيز الطلاب على المشاركة في دراسة دينامية الغذاء والزراعة التي تشهدها منطقة خليج سان فرانسيسكو، بالموازاة مع إجراء اتصالات مع الرواد في مجال النظام الغذائي. هذه فرصة كبيرة بالنسبة للأشخاص الذين لديهم اهتمام بمجال الأغذية والقضايا ذات الصلة بها من أجل الحصول على درجة الماجستير في شيء يشعرون بالحماس من أجله».
في المملكة المتحدة، عرضت جامعة لندن برنامج الماجستير في أنثروبولوجيا الأغذية منذ سنة 2007. هذا البرنامج يوفر للطلاب فرصة لدراسة المواد الغذائية على عدة مستويات، بدءا من المحلية إلى الدولية. جامعة لندن هي أيضا مقر لمركز الدراسات الغذائية SOAS ، وهو مركز للبحوث متعدد التخصصات يركز على تعزيز الدراسة الأكاديمية في مجال المواد الغذائية.
جامعة الملكة مارجريت Queen Margaret University في أدنبرة اسكتلندا، أطلقت ماجستير جديد في فن الطهو. إذ يعتبر المؤهل الفريد والأول من نوعه في اسكتلندا، والذي يتيح للطلاب المشاركة في مجموعة واسعة من القضايا المرتبطة بالغذاء، مصادره، النظام الغذائي، والصحة، والتغذية. الهدف من هذه الدراسة لا يقتصر فقط على الغذاء، ولكن أيضا الغوص بشكل أعمق للنظر في الثقافة الغذائية ضمن سياقات علم الإنسان والبيئة والاستدامة والسياسة والاتصالات.
هناك العديد من المراجعات العلمية النصف سنوية المتعلقة بالغداء والتاريخ والتي تم نشرها بلغات مختلفة من قبل المعهد الأوروبي لتاريخ وثقافات الطعام (IEHCA) بالمجلة العلمية منذ سنة 2003
أما على المستوى الدولي فقد تم إنشاء برامج دراسات حديثة ومتعددة التخصصات في عدة مؤسسات، من بينها بالاتسو روتشيلاي Palazzo Rucellai في فلورنسا، ومعهد أومبرا The Umbra Institute في بيروجيا. ومعهد جاستولابGustolab وهو عبارة عن مؤسسة أخرى في إيطاليا والتي تقدم برامج في مجال الأغذية والإعلام والإعلان والعلوم والتغذية، والتكنولوجيات الجديدة، وتاريخ المواد الغذائية.
كثيرة هي المطابع التي تنشر الكتب الأكاديمية والشعبية حول الدلالة الثقافية للغذاء، ومن بينها مطبعة جامعة كولومبيا، ومطبعة جامعة ميسيسيبي، مطبعة جامعة نبراسكا، مطبعة جامعة كاليفورنيا، وجامعة إلينوي، وصحافة معهد ماساتشوستس للتكنولوجيا.